# Nonea vesicaria
Nonea vesicaria (L.) Rchb., 1831  è una pianta della famiglia delle Boraginacee, diffusa sul versante occidentale del bacino del Mediterraneo.

## Distribuzione e habitat
La specie è presente in Nord Africa (Marocco, Algeria e Tunisia), nella penisola iberica e in Sicilia.